# Steinbruch Hohenäcker
Koordinaten: 51° 4′ 15″ N, 8° 46′ 7″ O
Der Steinbruch Hohenäcker, auch Steinbruch Bötzel genannt, ist ein Geotop in Rodenbach nordwestlich von Frankenberg (Eder), Hessen. Er wurde vom Ziegelwerk Bötzel & Co. betrieben. Bis etwa Ende der 1990er Jahre wurden Tone und Mergel als Zuschlag für die Ziegelherstellung abgebaut.
Der Steinbruch ist eine Fundstätte für Fossilien aus dem Oberperm (vor etwa 272 bis 251 Millionen Jahren). 2018 richtete der GeoPark GrenzWelten im Eingangsbereich eine Geo-Station mit Informationstafeln und Schaustücken ein.